# 16-os busz (Miskolc)
A miskolci 16-os buszjárat a város és Lyukóbánya kapcsolatát látja el.

## Története
Az 1971-es járatnyitás óta ugyanazon az útvonalon közlekedik. 1994-ben egy megállóval meghosszabbodott, az addig Lyukóbánya végállomást Bányaüzemre keresztelték át. 2006 novemberében visszarövidítették Bányaüzemig a vonalat azzal, hogy egyes járatok továbbra is a távolabb fekvő végállomásig, Lyukóbánya északi határáig közlekednek.
2019. december 4-től érinti tanulmányi időszakban csúcsidőben néhány járat a Vasgyári út,Vasgyár,Diósgyőri kórház és Diósgyőri Ipari Park megállóhelyeket
2020. október 1-től megállás nélkül halad át a Bányaüzem felé Vasas művelődési ház előtti Újgyőri főtér, illetve az Újgyőri piac megállóhelyeken.
A buszok állapotának megőrzése érdekében,csak a Neoplan Centroliner N4522 és a MAN SG263 típusú buszok közlekedhetnek.

A két állomás közti távot 17 perc alatt teszi meg.

## Követési ideje
Hétköznap reggel 10-20,délután 20,a többi időszakban 30-60 percenként közlekedik. Hétvégén egész nap óránként közlekedik.

## Útvonala
| Újgyőri főtér – Bányaüzem                                                                               | Bányaüzem – Újgyőri főtér                                                                                 |
| --- | --- |
| - Újgyőri főtér - Első utca - Vasgyári út - Andrássy út - Testvériség utca - Lyukóbányai út - Bányaüzem | - Bányaüzem - Lyukóbányai út - Testvériség utca - Andrássy út - Harmadik utca - Első utca - Újgyőri főtér |

## Megállóhelyei
| (-5) | Diósgyőri Kórház végállomás    | (+5) | 9                                                  |
| (-4) | Diósgyőri Ipari Park           | ∫    | 9                                                  |
| (-1) | Vasgyár                        | (+2) | 2 9, 19, 21, 29, 39, 53, 68, 101B                  |
| ∫    | Vasgyári út                    | (+1) | 9, 19, 21, 29, 68                                  |
| 0    | Újgyőri főtér                  | 17   | 1, 1A, 2 1, 6, 9, 19, 21, 29, 39, 53, 54, 68, 101B |
| 5    | Szarka-hegy                    | 13   |                                                    |
| 6    | Anna bánya                     | 12   |                                                    |
| 7    | Lyukó-völgy                    | 10   |                                                    |
| 8    | Sütő-tanya                     | 9    |                                                    |
| 9    | Lackó-tanya                    | 8    |                                                    |
| 11   | Gulya-kút                      | 7    |                                                    |
| 12   | Cserepes ház                   | 6    |                                                    |
| 13   | Magyar-tanya                   | 4    |                                                    |
| 14   | Erdőgazdaság                   | 3    |                                                    |
| 17   | Bányaüzem vonalközi végállomás | 0    |                                                    |
| (+2) | Lyukóbánya végállomás          | (-2) |                                                    |